# Making Good (film 1916)
Making Good è un cortometraggio muto del 1916 scritto, diretto e interpretato da Tom Mix. Prodotto dalla Selig, di genere western, il film aveva come altri interpreti Victoria Forde, Joe Ryan, Pat Chrisman.

## Trama
Tom, un cowboy, è innamorato di Vicky, l'unica figlia di Wilson, ma il padre della ragazza non è d'accordo. Anche il messicano Ginto è segretamente innamorato di Vicky. Venuto a sapere di una grossa somma che sta per arrivare a Wilson per l'acquisto di nuovo bestiame, complotta con altri messicani per rubare il denaro. Vicky, avendo sentito il progetto dei malviventi, avvisa Tom che riesce a rovinare i loro piani e a catturarli. Quando Wilson, avvertito dalla figlia, arriva e vede i fuorilegge prigionieri di Tom, dopo essersi assicurato che il denaro è al sicuro, dà il suo consenso alle nozze della ragazza com Tom.

## Produzione
Il film fu prodotto dalla Selig Polyscope Company.

## Distribuzione
Distribuito dalla General Film Company, il film - un cortometraggio in una bobina - uscì nelle sale cinematografiche statunitensi il 19 febbraio 1916.